# Енола Холмс
«Ено́ла Холмс» (англ. Enola Holmes) — художній детективний фільм від сервісу Netflix, головна героїня якого — кмітлива й рішуча молодша сестра Шерлока Холмса.
Головну роль Еноли Холмс виконала англійська акторка  Міллі Боббі Браун, яка здобула популярність після серіалу «Дивні дива»; вона також стала однією із продюсерів фільму. У фільмі знялися відомі актори: Сем Клафлін у ролі Майкрофта Холмса, Генрі Кевілл — Шерлока Холмса, Гелена Бонем Картер — Евдіорії, матері Еноли.

## Сюжет
Енола Холмс — наймолодша у відомій родині Холмсів. Вона надзвичайно розумна, спостережлива та прониклива, кидає виклик соціальним нормам для жінок того часу. Її мати, Євдорія, навчила її всьому, від шахів до джіу -джитсу , і заохочувала її бути вольовою та самостійно мислити.
На свій шістнадцятий день народження Енола прокидається і виявляє, що її мати зникла, залишивши лише кілька подарунків на день народження. Через тиждень вона зустрічає своїх братів Майкрофта і Шерлока на вокзалі, хоча вони спочатку не впізнають її, не бачивши багато років. Шерлок вважає її розумною, тоді як Майкрофт вважає її клопітною, і оскільки її законний опікун має намір відправити її до випускної школи , яку керує сувора міс Гаррісон.
Квіткові картки, залишені її матір'ю, розкривають таємні повідомлення і ведуть до прихованих грошей, які Енола використовує, щоб втекти, переодягнена під хлопчика. У поїзді вона знаходить молодого віконта Тьюксбері, захованого в дорожній сумці. Вона думає, що він невдаха , але попереджає його, що чоловік у коричневому котелі (на ім’я Лінторн) знаходиться в поїзді, який шукає його. Згодом Лінторн знаходить і намагається вбити Тьюксбері, що призводить до того, що він і Енола вистрибують з потяга, щоб втекти. Не маючи жодної їжі, Тьюксбері добуває їстівні рослини та гриби. Вони їдуть до Лондона і розлучаються.
Переодягнувшись як справжню вікторіанську леді , Енола продовжує слідкувати за Евдорією і залишає загадкові повідомлення в газетних особистих оголошеннях . Енола виявляє брошури та сховище з вибухівкою, і дізнається, що Юдорія є частиною радикальної групи суфражиток . На неї нападає Лінторн, який катує її за інформацію про Тьюксбері, намагаючись її втопити. Вони сваряться, але вона запалює вибухівку в схованці і втікає.
Енола вирішує призупинити пошуки матері й натомість знову знайти Тьюксбері, маючи намір врятувати його, бо вважає, що він нездатний захистити себе. Вона відвідує маєток Тьюксбері в Базілветер Хол, щоб дізнатися більше. Тим часом Майкрофт змушує інспектора Лестрейда зі Скотланд-Ярду шукати Енолу.
Енола знаходить Тьюксбері, який продає квіти в Ковент-Гарден , і попереджає його про небезпеку. Взявши його до свого житла, її спіймає Лестрейд і ув’язнить Майкрофт у випускній школі міс Гаррісон. Шерлок відвідує її і зізнається, що вражений її детективною роботою. Тьюксбері пробирається до школи, і вони разом тікають, викравши автомобіль міс Гаррісон. Вони досягають розвилки дороги, і замість того, щоб повертатися до Лондона, Енола вирішує, що вони повинні піти до Базілветер-Холлу і зіткнутися з дядьком Тьюксбері, який, як вона припустила, намагався його вбити.
Маєток, здавалося б, безлюдний, але Лінторн влаштовує на них засідку, стріляючи з рушниці. Енола спотикає його, використовуючи рух джиу-джитсу, що спричиняє смертельну травму голови. Бабуся Тьюксбері виявляється підрядником Лінторна; Як стійкий традиціоналіст , вона не хотіла, щоб він зайняв місце свого батька в Палаті лордів і проголосував за законопроєкт про реформу. Вона стріляє онуку в груди, але він виживає завдяки броні, яку сховав під одягом. Шерлок прибуває в Скотланд-Ярд, і Лестрейд задає йому два запитання: по-перше, як йому вдалося вирішити справу, а по-друге, як його сестра розв’язала її першою.
Енола сльозно прощається з Тьюксбері. Вона знаходить і розшифровує повідомлення в газеті, але приходить до висновку, що його надіслала не її мати. На місці зустрічі Шерлок і Майкрофт обговорюють Енолу, і Шерлок пропонує стати її опікуном. Вони вирішують піти, але Шерлок помічає підказку, вирішуючи не шукати Енолу.
Весь час Енола дивилася, переодягнувшись у газетчика. Повернувшись до свого житла, Енола застає, що там чекає її мати. Вони обіймаються, і Евдорія пояснює, чому їй довелося піти і чому вона повинна піти знову, але вона вражена тим, ким стала Енола. Енола знайшла свою свободу і своє призначення — вона детектив і шукач загублених душ.

## У ролях
| Актор               | Роль                           |
| ------------------- | ------------------------------ |
| Міллі Боббі Браун   | Енола                          |
| Луїс Партрідж       | Тьюксбері                      |
| Сем Клафлін         | Майкрофт Холмс                 |
| Генрі Кевілл        | Шерлок Холмс                   |
| Гелена Бонем Картер | Юдора Холмс                    |
| Фіона Шоу           | міс Гаррісон                   |
| Аділь Ахтар         | Лестрейд                       |
| Берн Ґорман         | Лінтгорн                       |
| Френсіс де ла Тур   | Вдова, бабуся Тьюксбері        |
| Гетті Мораган       | леді Тьюксбері, мати Тьюксбері |
| Девід Бамбер        | сер Вімбрел                    |
| Сьюзен Вокома       | Ідіт                           |
| Клер Рушбрук        | мicic Лейн                     |

## Український дубляж
- Вероніка Лук'яненко — Енола
- Руслан Драпалюк — Тьюксбері
- Михайло Войчук — Майкрофт Холмс
- Дмитро Гаврилов — Шерлок Холмс
- Олена Узлюк — Юдора Холмс
- Людмила Ардельян — мic Гаррісон
- Дмитро Бузинський — Лестрейд
- Павло Голов — Лінторн
- Людмила Суслова — Вдова
- Людмила Петриченко — леді Тьюксбері
- Євген Пашин — сер Вімбрел
- Юлія Шаповал — Ідіт
- Наталія Ярошенко — мicic Лейн
- Тамара Морозова — мic Ґреґорі

Фільм дубльовано студією «Postmodern» на замовлення компанії «Netflix» у 2021 році.
- Перекладач — Тетяна Кисла
- Режисер дубляжу — Павло Голов
- Звукорежисер — Наталія Литвин
- Звукорежисер перезапису — Олександр Мостовенко
- Менеджер проєкту — Наталя Філіппова

## Виробництво
Фільм знятий режисером Гаррі Бредбірі за сценарієм Джека Торна. Перший тизер з'явився в серпні 2020 року. Світова прем'єра відбулася 23 вересня 2020 року.
Спадкоємці автора образу Шерлока Холмса — Артура Конан-Дойла — подали до суду на творців фільму: вони наполягають, що в «Енолі Холмс» використовуються твори, які ще не перейшли в суспільне надбання.